# Renate Herfurth
Renate Herfurth (geb. Hoffmann; * 30. Juli 1943 in Guben; † 30. Oktober 2009 in Leipzig) war eine deutsche Gebrauchsgrafikerin, Buchgestalterin und Illustratorin.

## Leben und Werk
Der Vater Renate Herfurths, Ernst Hoffmann (1897 – 1979), war Pfarrer, ihre Mutter Erna, geb. Heinrich, (1897 – 1980) Hausfrau. Renate Hoffmann machte ab 1959 in Salzwedel eine Buchbinderlehre und arbeitete danach dort und im Leipziger Museum der bildenden Künste in diesem Beruf. Von 1967 bis 1972 studierte sie Grafik bei Dietrich Burger, Fritz Fröhlich, Karl-Georg Hirsch, Irmgard Horlbeck-Kappler und Albert Kapr an der Leipziger Hochschule für Grafik und Buchkunst. Danach war sie freischaffend in Leipzig tätig. 1971 heiratete sie den Grafiker und Illustrator Egbert Herfurth. In einer Ateliergemeinschaft mit ihm schuf sie vor allem Buchillustrationen und Buchausstattungen und andere gebrauchsgrafische Arbeiten wie Plakate, Neujahrskarten, Exlibris und vor allem seit 1990 viele Aquarelle.
Von 1982 bis 2008 lehrte Renate Herfurth Malerei und Grafik am Institut für Kunstpädagogik der Universität Leipzig. Sie war Mitglied des Verbands Bildender Künstler der DDR und hatte in der DDR und im Ausland eine bedeutende Anzahl von Einzelausstellungen und Ausstellungsbeteiligungen, u. a. 1977/1978, 1982/1983 und 1987/1988 an der VIII. bis X.  Kunstausstellung der DDR in Dresden.

## Rezeption
„Ihre Werke sind ironisch verspielt oder eher versonnen und elegisch. Stets voll witzigem und auch ernstem Hintersinn, erzeugen sie neue Welten und Gegenwelten, inspiriert von der für die Leipziger Kunst signifikanten engen Verbindung zur Literatur und diese wiederum befruchtend. Vermenschlichen von Dingen, Verdinglichen der Kreatur und andere Clownerien zaubern Heiterkeit hervor.“
Rita Jorek

## Buchillustrationen (Auswahl)
- Reinhold Andert: Gedichte. Verlag Neues Leben, Berlin (Poesiealbum 123), 1977
- Hanza Biensowa: Jank und Bärbel; Domowina-Verlag, Bautzen, 1982
- Margarete Neumann: Der Wunderbaum und andere Erzählungen. Der Kinderbuchverlag, Berlin, 1982
- Lene Voigt: Bargarohle, Bärchschaft un sächs'sches Ginsdlrblud. Zentralhaus-Publikation, Leipzig, 1983
- Wolfgang Polte: Lichtspiele.  Kombinat VEB NARVA, Berlin, 1983 (bibliophile betriebsinterne Ausgabe), 1983
- Wolfgang O. Schütte: Ein Sachsenbuch. Zentralhaus-Publikationen, Leipzig, 1985
- Sergej Prokofjew:  Peter und der Wolf. Edition Peters, Leipzig: 1987
- Francois LeGoullon: Der elegante Theetisch. Verlag für die Frau, Leipzig, 1988
- Ralph Grüneberger: Stadt, Name, Land. Gedichte. Mitteldeutscher Verlag, Halle und Leipzig, 1989
- Barbara Reinhardt: Gleenes Göchelverzeichnis. Zentralhaus-Publikationen, Leipzig, 1990
- Andrea Pabel: Wo ist Nahini? Postreiter-Verlag, Halle, 1993

## Mappenwerke (Auswahl)
- „Böhlen 1974“. Mappe mit sieben signierten Original-Holzschnitten, 1974 (Herausgeber Chemiekombinat Böhlen)
- „Georg Maurer. Fünf ausgewählte Gedichte.“ Mappe mit sechs signierten Original-Lithografien, 1984 (Herausgeber Rat der Stadt Leipzig)

## Einzelausstellungen (Auswahl)
- 1981 Leipzig, G.-W.-Leibniz-Klub

- 1993 Leipzig, Leipziger Staatsbibliothek („Ortswechsel“, Aquarelle, Illustrationen)
- 1993 Katlenburg, Kirche St. Johannes (Illustrationen, Graphiken, Plakate; mit Egbert Herfurth)
- 1998 Plauen, Galerie im Malzhaus (Malerei und Grafik)
- 2002 Posterstein, Museum Burg Posterstein („Spuren“, mit Egbert Herfurth)
- 2012 Freital, Kunstverein Freital (Aquarelle, Graphik und Illustrationen, mit Egberth Herfurth)